# Jaime Lucas Ortega y Alamino
Jaime Lucas kardinál Ortega y Alamino (18. října 1936 Jaguey Grande – 26. července 2019) byl kubánský římskokatolický kněz, arcibiskup Havany, kardinál.

## Biografie
Kněžské svěcení přijal 2. srpna 1964 v Matanazas. Poté působil jako duchovní v této diecézi (s přestávkou v letech 1966–1967, kdy byl internován v pracovním táboře). Zabýval se zejména pastorací mládeže a katechezí, přednášel rovněž v havanském semináři.
Dne 4. prosince 1978 byl jmenován biskupem diecéze Pinar del Rio, biskupské svěcení přijal 14. ledna 1979. V listopadu 1981 ho papež Jan Pavel II. jmenoval arcibiskupem v kubánské metropoli Havaně. V letech 1988–1998 a opět v letech 2001 až 2007 byl předsedou Kubánské biskupské konference. Při konzistoři v listopadu 1994 byl jmenován kardinálem. Ve funkci havanského arcibiskupa ho v roce 2016 vystřídal Juan García Rodriguez.